# يوشيكي كوراموتو
يوشيكي كوراموتو (باليابانية: 蔵本由紀؛ بالكانا: くらもと よしき) هو فيزيائي ياباني، ولد في 1940.